# Ε
Epsilon（大寫 、小寫  或 ；中文音译：艾普西隆、伊普西龙、厄普西隆、艾普西龙、艾普塞朗），是第五個希臘字母。Epsilon（ἒ ψιλόν）即「e 簡單的、e 單一的」的意思，這是為了與中世紀發生單元音化而變為同音的二合字母 ai（αι，希臘語發音：[ai̯]）做區別，古典時期本來這個字母讀作ei（εἶ，希臘語發音：[êː]）；源自腓尼基字母 He，又从 epsilon 发展出了拉丁字母 E 和西里尔字母 Е。在希腊数字系统中，E 表示 5。
小寫的ε用於：
- 數學：
  - 非常小
  - 集合的關係中，表示「屬於」的「∈」符號
  - 列維-齊維塔符號（符号Levi-Civita）
- 電腦科學：
  - 空
  - 數值型態的精確度
- 物理學：一個導體的電容率
- 美式英語中使用的一個音標，即 bed 的 e 音。

拉丁字母的 E 是從 Epsilon 變來。